# C'est la vie (film, 2000)
Pour les articles homonymes, voir Así es la vida.
Pour les articles homonymes, voir Así es la vida et C'est la vie.
Pour plus de détails, voir Fiche technique et Distribution.
C'est la vie (Así es la vida) est un film franco-hispano-mexicain réalisé par Arturo Ripstein sorti en 2000.
Le film est une transposition moderne de la tragédie grecque d'Euripide Médée, créée en 431 av. J.-C. lors des Grandes Dionysies, de nos jours, dans le Mexique contemporain.

## Fiche technique
- Titre : C’est la vie
- Réalisation : Arturo Ripstein
- Scénario : Paz Alicia Garciadiego , Lucio Anneo Seneca
- Photographie : Guillermo Granillo
- Musique : Leoncio Lara
- Montage : -
- Décors : Arturo Lazcano
- Costumes : Leticia Palacios
- Son : Arturo Diego
- Pays d'origine :  Mexique -  Espagne -  France
- Durée : 105 minutes
- Dates de sortie :
  -  Espagne : 12 janvier 2001

## Distribution
- Arcelia Ramírez : Julia
- Patricia Reyes Spíndola : Adela
- Luis Felipe Tovar : Nicolás
- Ernesto Yáñez : la Marraine
- Alejandra Montoya : l'adolescente
- Francesca Guillén : Raquel